# Michaela Strasser
Michaela Strasser (* 1950) ist eine österreichische Rechtsphilosophin und außerordentliche Professorin an der Universität Salzburg im Ruhestand.

## Leben
Sie erwarb 1973 den Dr. phil. (Politikwissenschaft, Geschichte, Philosophie) mit sub-auspiciis-Promotion nach nur vier Jahren Studienzeit und 1980 den Doktor der Rechte. Von 1973 bis 1980 war sie Assistentin am Institut für Philosophische Gesellschaftslehre an der Theologischen Fakultät der Universität Salzburg. Ab 1980 war sie Assistentin am Institut für Rechtsphilosophie und Allgemeine Staatslehre. 1987 wurde sie Universitätsdozentin für Rechts- und Sozialphilosophie sowie Politikwissenschaften Kooperation mit der Rechtswissenschaftlichen Fakultät der Universität Brünn in Tschechien (Institut für Rechtsphilosophie und Rechtstheorie). Sie war außerordentliche Universitätsprofessorin am Fachbereich Sozial- und Wirtschaftswissenschaften der Universität Salzburg. Im Rahmen ihrer Tätigkeit leitete sie ein Ethikprojekt des Bundesministeriums für Wissenschaft.
Sie befasste sich in ihrer Forschung schwerpunktmäßig mit ethischen Fragestellungen (im Rahmen der Rechtsphilosophie und -soziologie, aber auch interdisziplinär). Das von ihr und ihren Kolleginnen Dorothea Mayer-Maly und Ota Weinberger herausgegebene Buch Recht als Sinn und Institution wurde von Robert Walter 1986 in der Zeitschrift Archiv des öffentlichen Rechts ausführlich rezensiert.
Sie war darüber hinaus ständige Mitarbeiterin von NOEO. Wissenschaftsmagazin der Salzburger Bildungs- und Forschungseinrichtungen.

## Privates
Von 2007 bis 2008 war Strasser Präsidentin des Lions Club Salzburg Amadea. Sie ist Beiratsmitglied im FriedensBüro Salzburg.

## Veröffentlichungen
Monographien
- Naturdialektik. Methodische Untersuchungen zu Karl Marx und Friedrich Engels, Universität Salzburg 1973 (Dissertation: permalink.obvsg.at).
- Die Rosenkreuzer: eine Generalreformation im Spannungsfeld von Utopie und Praxis, Forschungsprojekt, Wien 1992.[8]
- mit Michael Fischer und Robert Kriechbäumer: Trend-Landschaften: Blicke in unsere Gesellschaft, Graz 1997, ISBN 978-3-85333-027-2.

Herausgeberschaften
- mit Dorothea Mayer-Maly und Ota Weinberger (Hrsg.): Recht als Sinn und Institution. Duncker & Humblot, Berlin 1984, ISBN 3-428-05723-6.
- mit Michael Fischer (Hrsg.): Rechtsethik, Peter Lang Verlag, Frankfurt/Main 2007, ISBN 978-3-631-54748-9.
- mit Stephan Kirste, Hanna Maria Kreuzbauer, Ingeborg Schrems und Silvia Traunwieser (Hrsg.): Die Kunst des Dialogs. Gedenkschrift für Michael Fischer, Frankfurt am Main 2017, ISBN 3-631-66379-X.

Aufsätze (Auswahl)
- Hegel und der Weltstaat, in: Alfred Schramm (Hrsg.): Philosophie in Österreich 1996, 1996, ISBN 978-3-209-02208-0.
- Medizin-/Bioethik und die Empirie, in: Michael Fischer und Kurt S. Zänker (Hrsg.): Medizin- und Bioethik, Frankfurt/Main 2006, ISBN 978-3-631-54744-1.
- Verschleierungen, in: Michael Fischer und Reinhard Kacianka (Hrsg.): Tabus und Grenzen der Ethik, Frankfurt/Main 2007, ISBN 978-3-631-54747-2.
- Kontinuität und Diskontinuität in der Wissenschaft, in: Erich Schweighofer u. a. (Hrsg.): 10 Jahre IRIS, Stuttgart 2007, ISBN 978-3-415-03962-9
- Empathie als Träger von Armutswissen, in: Helmut P. Gaisbauer u. a. (Hrsg.): Armut und Wissen, Wiesbaden 2013.
- Gemeinwohl, in: Elisabeth Kapferer u. a. (Hrsg.): Der gesellschaftliche Mensch und die menschliche Gesellschaft. Gedenkschrift für Franz Martin Schmölz, Innsbruck; Wien, 2014.
- Legitimationsmuster terroristischer Gewalt, in: Michaela Strasser u. a. (Hrsg.): Die Kunst des Dialogs. Gedenkschrift für Michael Fischer, Frankfurt am Main 2017, ISBN 3-631-66379-X.
- Partei als Sinn und Institution, in: Objektivierung des Rechtsdenkens, Gedächtnisschrift für Ilmar Tammelo, hrsg. von Werner Krawietz, Duncker & Humblot, 2. Auflage, 2021, ISBN 978-3-428-18238-1.